# Zandile Ndhlovu
Zandile Ndhlovu es una conservacionista oceánica, activista social y cineasta sudafricana, y la primera instructora de apnea negra del país. Es la fundadora de "The Black Mermaid Foundation". En noviembre de 2023, Ndhlovu fue incluida en la lista de las 100 mujeres de la BBC.

## Trayectoria
Zandile Ndhlovu creció en Soweto, un municipio con pocas oportunidades que limita con Johannesburgo. Ha desarrollado múltiples facetas, desde sus logros como deportista y su activismo conservacionista y social, hasta su actividad en el mundo del cine y los medios de comunicación.
Logros como deportista
Zandile nunca había ido a una piscina, ni había aprendido a nadar cuando era niña, hasta que tuvo once años y se inscribió en una escuela multirracial. Su interés por el mar se desarrolló tras viajar a Bali, Indonesia, y experimentar el snorkeling por primera vez. A través de Instagram, descubrió el buceo en apnea y se certificó como instructora de buceo.Se convirtió en la primera instructora de buceo negra de Sudáfrica, y fue llamada cariñosamente "La Sirena Negra". En 2020 fundó la Fundación Sirena Negra. En el municipio de Langa, cerca de Ciudad del Cabo, comenzó a trabajar con un grupo comunitario, enseñándoles a nadar y a hacer snorkel.  
Activismo conservacionista y social
Al principio Zandile fue consultora, enfocada en igualdad, diversidad e inclusión. Tras su desarrollo como deportista, y gracias a su actividad en la Fundación Sirena Negra, no sólo enseñaba a nadar a la comunidad, sino que también les concienció sobre los efectos de los desechos plásticos en la vida silvestre.La Fundación Sirena Negra busca fomentar el uso sostenible del océano, desde el punto de vista profesional, recreativo y deportivo, e involucrar a todos en su conservación.
Actividad en el cine y en los medios de comunicación
Zandile ha participado en películas como Shark Women: Ghosted by Great Whites (EEUU, 2022), en anuncios publicitarios como como Skin is Going All in, y en el documental Shaped by water, que explora la relación de atletas de alto nivel con el entorno en el que están inmersos.

## Reconocimientos
- Premios SA Book Awards 2024: Premio al mejor libro infantil (La canción de Zandi)
- Nominada a la categoría Mujeres del año 2024 de Glamour - Premio Next Gen[4]
- Premios EcoLogic 2024: Premio EcoAngel[5]
- SAIMI Imbokodo en los Premios Marítimos 2024 - Premio al Deporte y la Recreación Marina[6]
- Lista de campeones deportivos ambientales de la Fundación Lewis Pugh, 2024[7]
- Premio "Boat International Ocean Awards 2023": Premio a la concienciación pública[8]
- Lista de las mujeres que más viajan según "Condé Nast Traveler 2023[9]
- Premios Global Vision 2023 de Travel & Leisure[10]
- Mujeres del año en el deporte según SMag 2022[11]
- Premio en la categoría de aspirante a cineasta del "Cape Union Mart Adventure Film Challenge"[12]
- Premio "Portador de la Antorcha 2021" (PADI)
- Oradora de Tedx[13]
- Becaria de realización cinematográfica Jackson Wild 2021[14]
- Creadora de la marca "Corona" y "Free Range Humans"[15]
- Destacada en la portada de MSAFIRI – Revista de a bordo de "Kenya Airways" (octubre de 2023)[16]
- BBC 100 Mujeres, 2023[17]